# Dragon Ball
Dragon Ball (jp.ドラゴンボール Doragon Bōru; hrv. Zmajeva Kugla) je manga serija koju je napisao i ilustrirao Akira Toriyama. Izvorno serijalizirana u časopisu "Weekly Shōnen Jump" od 1984. do 1995., pojedinačna poglavlja potom su prikupljena u četrdeset i dva tankōbon (meki uvez) sveska, koje je od 1985. do 1995. objavio "Shūeisha". Inspirirajući se kineskim književnim klasikom Journey to the West, Dragon Ball prati avanture protagonista Son Gokua od njegovog djetinjstva do odrasle dobi, dok trenira borilačke vještine i istražuje svijet u potrazi za sedam čarobnih kugli, sposobnih prizvati zmaja koji može ispuniti želju. Tijekom svog putovanja Goku sklapa mnoge prijatelje i suočava se s brojnim antagonistima koji ugrožavaju mir svemira.
Manga je adaptirana u dvije anime serije u produkciji Toei Animation: Dragon Ball i Dragon Ball Z, koje su se emitirale u Japanu od 1986. do 1996. godine. Osim toga, Toei je snimio dvadeset dugometražnih filmova i tri televizijska specijala, kao i nastavak Dragon Ball GT i midquel Dragon Ball Super. Od 2009. do 2015. godine Toei je emitirao Dragon Ball Kai, revidiranu i ispravljenu verziju Dragon Ball Z-a u kojoj su uklonjene snimke i scene koje nisu prisutne u mangi. Mnoge tvrtke proizvele su različite vrste prodaje vezane uz seriju, koja je iznjedrila ogromnu medijsku franšizu koja uključuje: spin-off mangu, animirane i igrane filmove, kolekcionarske kartaške igre, akcijske figure, soundtrackove i brojne videoigre.
Od svoje objave, Dragon Ball je postao jedan od najpopularnijih manga i anime serije ikad. Njegove količine prodane su u više od 230 milijuna primjeraka širom svijeta, što ga čini trećom mangom ikad po broju prodaja. Kritičari i stručnjaci pohvalili su njegov stil, karakterizaciju i humor. Dragon Ball se univerzalno smatra jednom od najboljih manga ikad napravljenih i jednom od najutjecajnijih, a mnogi uspješni mangake (karikaturisti) navode je kao izvor inspiracije za svoja djela.
Što se tiče animirane serije, Nova TV emitirala je Dragon Ball od 9. srpnja 2002. do 8. prosinca 2002. s hrvatskim titlovima, koristeći japansku verziju. Sve epizode su emitirane. Počevši od  9. prosinca 2002. godine Nova TV započela je emitiranje Dragon Ball Z-a također s hrvatskim titlovima. Nije poznato koja je verzija korištena. Serija je vjerojatno završila 2003.
Konačno, 2011. godine RTL Televizija počela je emitirati Dragon Ball Z. Red Studio dobio je njemačku verziju i stvorio hrvatsku sinkronizaciju te je sinkronizirano samo 105 epizoda. Hrvatska sinkronizacija nije bila dobro prihvaćena jer je previše stvari prevedeno s američke engleske verzije. I ne samo to, neki glumci posuđuju glasove mnogim likovima zbog smanjenja proračuna.

## Radnja i vrijeme
Zemlja, poznata kao Dragon World (ドラゴンワールド) i označena kao "Planet 4032-877" od strane nebeske hijerarhije, glavna je postavka za cijelu seriju Dragon Ball, kao i povezane medije kao što su Dr. Slump, Nekoajin i Jaco Galaktički ophodni policajac. Uglavnom ga naseljavaju Zemljani (地球人, Chikyūjin), izraz koji se koristi isključivo za sve inteligentne rase porijeklom s planeta, uključujući ljude, antropomorfna bića i čudovišta. Polazeći od serije Dragon Ball Z, razne izvanzemaljske vrste kao što su Saiyanci (サイヤ人, Saiya-jin) i Namekianci (ナメック星人, Namekku-seijin) odigrale su istaknutiju ulogu u franšiznim medijima.
Son Goku, dijete s repom majmuna i neizmjernom snagom, jednog dana susreće djevojku po imenu Bulma. Ona je u potrazi za sedam zmajevih kugli, moćnim čarobnim predmetima koji, ako se skupe, omogućuju da pozovete zmaja Shenrona, stvorenje koje ispunjava svaku želju onome tko ga je prizvao. Bulma zatim nagovara Gokua da joj pomogne u potrazi za kuglama i da njih dvoje odu na dugo putovanje, tijekom kojeg održavaju brojne sastanke. Goku zatim prolazi trening Master Roshia i sudjeluje u brojnim izdanjima Tenkaichi turnira, svjetskog prvenstva u borilačkim vještinama koji se održava svake tri godine. Tijekom svog odrastanja i razvoja suočava se s brojnim neprijateljima, uključujući Piccola, sina i reinkarnaciju demonskog stvorenja, čime postaje najjači borac na Zemlji.
Sada odrasla osoba, Goku otkriva da pripada izvanzemaljskoj rasi Saiyan, okrutnog naroda boraca koji su ga poslali na Zemlju još uvijek u povijenoj odjeći kako bi osvojio planet. Međutim, ubrzo nakon dolaska pretrpio je ozljedu glave, čime je izgubio pamćenje na misiju i njegovo agresivno ponašanje. Ipak, mladić odlučuje nastaviti braniti svoj usvojeni planet od napada sve jačih neprijatelja. Na taj se način, zajedno sa svojom obitelji i prijateljima, suočava s Friezom, Cellom i Majin Buuom, stojeći kao zaštitnik Zemlje i cijelog svemira.
Dragon Ball Super utvrđuje da je franšiza smještena u multiverzum sastavljen od dvanaest numeriranim svemira, od kojih svakim vlada niz dobronamjernih i zlobnih božanstava, odnosno nazvanih Supreme Kais i Gods of Destruction koji su imenovani višim bićem zvanim Grand Zeno, koji bdije nad multiverzumom zajedno s Grand Priestom, ocem svih Anđela. Gotovo cijela serija Dragon Ball, osim dijelova Dragon Ball Super, odvija se u Svemiru 7. Godine u vremenskoj liniji nazivaju se "Dobi", a većina priče događa se između 749. i 790. godine života. Svemir 7 sadrži nekoliko planeta, uključujući izmišljenu Zemlju, gdje ljudi borave, i Planet Vegeta, matični svijet Saiyanaca, moćnu i destruktivnu rasu. Mnoge druge rase također nastanjuju Svemir 7, uključujući Anđele, Demone, Androide, Tufflese i Namećane. Ljudi su među najslabijim rasama u svemiru.

## Manga
Prvo poglavlje Dragon Balla, koje je napisao i ilustrirao Akira Toriyama, serijalizirano je u Japanu u broju 51 časopisa Weekly Shōnen Jump iz 1984.,, koji je nominalno objavljen 3. prosinca, ali je zapravo bio dostupan za kupnju 20. studenog 1984.
Naknadna poglavlja objavljena su na tjednoj bazi, a serija je završila 1995. godine, u broju 25 Shōnen Jumpa te godine, datirana 5. lipnja, ali zapravo objavljena 23. svibnja 1995., kada je Toriyama, iscrpljen od besprijekorne publikacije, odlučio da je vrijeme za pauzu. 519 poglavlja prikupljeno je u četrdeset i dva tankōbon sveska od strane Shūeisha izdavačke kuće i objavljeno između 10. studenoga 1985. i 4. kolovoza 1995. Godine 2002. poglavlja su ponovno tiskana u zbirku od trideset i četiri kanzenbanska sveska, više kvalitete i malo prepisani završetak, nove naslovnice i dodatne ilustracije boja, iz serijaliziranog izdanja. Između 2013. i 2016. godine Shūeisha je oživio izdanje mange u potpunosti u boji, nazvan "Dragon Ball Full Color Edition" i dostupan u papirnatom i digitalnom formatu.
Sjevernoameričko izdanje mange uredio je Viz Media. Izdavačka kuća počela je objavljivati pojedinačna poglavlja u raznim mjesečnim časopisima počevši od 1998. godine, a zatim ih je skupljala u svescima od 2000. nadalje. S vremenom je objavljivanje poglavlja prekinuto samo u korist knjiga. Počevši od 17. sveska, manga je promijenila naslov u Dragon Ball Z, kako bi pratila slijed anime serije izvedene iz djela i eliminirala potencijalni izvor zbunjenosti za čitatelje. Serija je cenzurirana 2000. godine, nakon prosvjeda nekih roditelja, ali peticija koja je prikupila više od 10.000 potpisa, pokrenuta samo godinu dana kasnije, uvjerila je Viz Media da zaustavi cenzuru i umjesto toga podigne zabranu djeci mlađoj od 13 godina. Sljedeća tri sveska nakon toga su ponovno tiskana bez cenzure.
Prvo europsko izdanje Dragon Balla objavila je u svibnju 1992. u Španjolskoj Planeta DeAgostini. Glénat je uredio francusko izdanje objavljeno 1993. u Francuskoj. Količine su slijedile jedna drugu na tromjesečnoj osnovi, sve do završetka serije u rujnu 2000. Verzija na njemačkom jeziku objavljena je u listopadu 1997., a prvih pet svezaka uredio je Carlsen Comics i postala prva manga koja je objavljena u Njemačkoj koja je zadržala izvorni japanski osjećaj čitanja. Uslijedila su daljnja međunarodna izdanja od studenoga 1992. do studenoga 1995. na Tajvanu, od kolovoza 2000. do rujna 2003. u Švedskoj, od prosinca 2000. do listopada 2003. u Brazilu, te od ožujka 2001. do ožujka 2008. u Nizozemskoj i Belgiji. Ostale zemlje u kojima je manga izvezena i prevedena su Poljska, Ujedinjeno Kraljevstvo, Argentina, Australija i Novi Zeland.

### Spin-off
Još jedna manga koju je napisao Ōishi, tri poglavlja Dragon Ball: Episode of Bardock koja se vrti oko Bardocka, Gokuovog oca, objavljena je u mjesečniku V Jump iz kolovoza i listopada 2011. godine.
Posljednje poglavlje Toriyamine manga serije Jaco The Galactic Patrolman iz 2013. godine otkrilo je da je postavljena prije Dragon Balla, a pojavilo se nekoliko likova. Jacove prikupljeni svesci sadrže bonus poglavlje Dragon Balla koje prikazuje Gokuovu majku.
U prosincu 2016. spin-off manga pod nazivom Dragon Ball Side Story: The Case of Being Reincarned as Yamcha započela je u Shūeishinom digitalnom časopisu Shōnen Jump+. Napisao i ilustrirao Dragon Garow Lee, radi se o srednjoškolcu koji se nakon nesreće budi u tijelu Yamche u mangi Dragon Ball.

### Crossover
Toriyama je također stvorio kratku seriju, Neko Majin (1999. – 2005.), koja je postala parodija na Dragon Ball. Godine 2006. u mangi Super Kochikame (Kōen 超こち亀, Chō Kochikame) pojavio se crossover između Kochire Katsushika-ku Kameari i Dragon Balla Toriyame i autora Kochikame Osamua Akimota. Iste godine, Toriyama se udružio s Eiichirom Odom kako bi stvorio crossover poglavlje Dragon Ball i One Piece pod nazivom Cross Epoch. [46]

## Anime

### Serija

#### Zmajeva Kugla(Dragon Ball)
Toei Animation producirao je anime televizijsku seriju temeljenu na prvih šesnaest svezaka mange, jednostavno nazvane Dragon Ball. Anime prati priču od susreta Bulme i Gokua do poraza Piccola tijekom 23. turnira u Tenkaichiju. Serija je emitirana u Japanu na Fuji Television od 26. veljače 1986. do 12. travnja 1989., s ukupno 153 epizode.

#### Zmajeva Kugla Z(Dragon Ball Z)
Umjesto da nastavi anime kao Dragon Ball, Toei Animation odlučio je nastaviti adaptaciju pod novim imenom i zamolio Toriyamu da smisli prikladan naslov. Dragon Ball Z (ドラゴンボールZ Doragon Bōru Zetto), često skraćeno kao DBZ, događa se pet godina nakon događaja iz prve serije i temelji se na posljednjih 26 svezaka mange. Emitiran je u Japanu na Fuji Television od 26. travnja 1989. i nastavio se emitirati 291 epizodu, sve do završetka 31. siječnja 1996.

#### Zmajeva Kugla GT(Dragon Ball GT)
S obzirom na uspjeh prve dvije serije, Toei Animation odlučio je stvoriti i treću, pod nazivom Dragon Ball GT (ドラゴンボールGT Doragon Bōru Jī Tī). Za razliku od prva dva animea, ne temelji se na Toriyaminoj mangi Dragon Balla, već ga je Toei stvorio kao nastavak originalne serije, uzevši događaje s Gokuovog treninga s Ub-om. Međutim, mangaka je osobno intervenirala u stvaranje likova, logotipa i naslova serije. Anime je emitiran na Fuji Television od 7. veljače 1996. do 19. studenog 1997. godine, ukupno 64 epizode.

#### Zmajeva Kugla Z Kai(Dragon Ball Z Kai)
Kako bi se proslavila 20. godišnjicu druge serije, stvoren je redizajn Dragon Balla Z visoke razlučivosti pod nazivom Dragon Ball Kai (ドラゴンボール改 Doragon Bōru Kai). Prvih 98 epizoda, koje pokrivaju događaje od Raditzovog dolaska do cellovog poraza, emitirao je Fuji Television od 5. travnja 2009. do 27. ožujka 2011.; dok je 6. travnja 2014. emitirana prva epizoda Majin Buu sage, posljednjeg narativnog luka koji će priču dovesti do zaključka s ukupno 159 epizoda.

#### Zmajeva Kugla Super(Dragon Ball Super)
Dragon Ball Super (ドラゴンボール超スーパー Doragon Bōru Sūpā) je anime serija koja se emitirala od 5. srpnja 2015. do 25. ožujka 2018. Radnja se događa sredinom Dragon Balla, pozicionirajući se između 517. i 518. poglavlja mange, i reboot filmova Dragon Ball Z: Battle of Gods i Dragon Ball Z: Resurrection 'F'. Toriyama je potvrđen kao nadzornik projekta i uključen je u pisanje i oblikovanje likova.

#### Super Dragon Ball Heroes
U 2018. godini najavljen je anime za promociju Super Dragon Ball Heroes igračkih kartica i serije videoigara s premijerom 1. srpnja iste godine.

### Filmovi
Proizvedeno je 19 animiranih filmova smještenih u svemir Dragon Balla. Prva tri dugometražna filma temelje se na prvoj anime seriji, dok preostali uključuju petnaest filmova Dragon Ball Z-a i specijal za desetu godišnjicu animea, također temeljen na prvoj seriji. Filmovi su alternativne priče o događajima televizijskih serija ili spin-offovima koji nisu povezani s glavnom vremenskom linijom. Iznimka su Dragon Ball Z: Battle of Gods (2013.) i Dragon Ball Z: Resurrection 'F' (2015.), koji su smješteni na kraju događaja pripovijedanih u mangi i u kojima se Toriyama osobno uključio u proizvodnju istih.
Legenda filmova:  Dragon Ball   Dragon Ball Z   Dragon Ball Super 
| Broj | Originalni naziv | Američki naziv                                    | Datum               |
| ---- | --- | ------------------------------------------------- | ------------------- |
| 1    | Dragon Ball ;ドラゴンボール 神龍の伝説 ;Doragon Bōru Shenron no Densetsu                                            | Dragon Ball: Curse of the Blood Rubies            | 20. prosinca 1986.  |
| 2    | Doragon Bōru Majin-jō no nemuri hime ;ドラゴンボール 魔神城のねむり姫                                               | Dragon Ball: Sleeping Princess in Devil's Castle  | 18. srpnja 1987.    |
| 3    | Doragon Bōru: Makafushigi Dai-Bōken ;/ドラゴンボール 魔訶不思議大冒険                                               | Dragon Ball: Mystical Adventure                   | 9. srpnja 1988.     |
| 4    | Doragon Bōru Zetto ;ドラゴンボールZ                                                                                 | Dragon Ball Z: Dead Zone                          | 15. srpnja 1989.    |
| 5    | Doragon Bōru Zetto: Kono Yo de Ichiban Tsuyoi Yatsu ;ドラゴンボールZ この世で一番強いヤツ                           | Dragon Ball Z: The World's Strongest              | 10. ožujka 1990.    |
| 6    | Doragon Bōru Zetto: Chikyū Marugoto Chōkessen ;ドラゴンボールZ 地球まるごと超決戦                                   | Dragon Ball Z: The Tree of Might                  | 7. srpnja 1990.     |
| 7    | Doragon Bōru Zetto Sūpā Saiyajin da Son Gokū ;ドラゴンボールZ 超スーパーサイヤ人だ孫悟空                            | Dragon Ball Z: Lord Slug                          | 9. ožujka 1991.     |
| 8    | Doragon Bōru Zetto: Tobikkiri no Saikyō tai Saikyō ;ドラゴンボールZ とびっきりの最強対最強                          | Dragon Ball Z: Cooler's Revenge                   | 20. srpnja 1991.    |
| 9    | Doragon Bōru Zetto Gekitotsu!! Hyaku-Oku Pawā no Senshi-tachi ;ドラゴンボールZ 激突!!100億パワーの戦士たち          | Dragon Ball Z: The Return of Cooler               | 7. ožujka 1992.     |
| 10   | Doragon Bōru Zetto Kyokugen Batoru! San Dai Sūpā Saiyajin ;ドラゴンボールZ 極限バトル! 三大超サイヤ人               | Dragon Ball Z: Super Android 13!                  | 7. srpnja 1992.     |
| 11   | Doragon Bōru Zetto Moetsukiro!! Nessen Ressen Chō-Gekisen ;ドラゴンボールZ 燃えつきろ!&#33熱戦・烈戦・超激戦        | Dragon Ball Z: Broly – The Legendary Super Saiyan | 6. ožujka 1993.     |
| 12   | Doragon Bōru Zetto: Ginga Giri-Giri!! Butchigiri no Sugoi Yatsu;ドラゴンボールZ 銀河ギリギリ!&#33ぶっちぎりの凄い奴 | Dragon Ball Z: Bojack Unbound                     | 10. srpnja 1993.    |
| 13   | Doragon Bōru Zetto Kiken na Futari! Sūpā Senshi wa Nemurenai;ドラゴンボールZ 危険なふたり!超戦士はねむれない        | Dragon Ball Z: Broly – Second Coming              | 12. ožujka 1994.    |
| 14   | Doragon Bōru Zetto Sūpā Senshi Gekiha!! Katsu No wa Ore da;ドラゴンボールZ 超戦士撃破!&#33勝つのはオレだ            | Dragon Ball Z: Bio-Broly                          | 9. srpnja 1994.     |
| 15   | Dragon Ball Z Fukkatsu no Fusion!! Goku to Vegeta;ドラゴンボールZ 復活のフュージョン!&#33悟空とベジータ             | Dragon Ball Z: Fusion Reborn                      | 4. ožujka 1995.     |
| 16   | Dragon Ball Z Ryū-Ken Bakuhatsu!! Gokū ga Yaraneba Dare ga Yaru;ドラゴンボールZ 龍拳爆発!&#33悟空がやらねば誰がやる | Dragon Ball Z: Wrath of the Dragon                | 15. srpnja 1995.    |
| 17   | Doragon Bōru Saikyō e no Michi;ドラゴンボール 最強への道                                                            | Dragon Ball: The Path to Power                    | 4. ožujka 1996.     |
| 18   | Doragon Bōru Zetto: Kami to Kami;ドラゴンボールZ 神と神                                                             | Dragon Ball Z: Battle of Gods                     | 30. ožujka 2013.    |
| 19   | Doragon Bōru Zetto: Fukkatsu no 'Efu';ドラゴンボールＺ 復活の「」                                                   | Dragon Ball Z: Resurrection 'F'                   | 11. travnja 2015.   |
| 20   | Doragon Bōru Sūpā: Burorī;ドラゴンボール超スーパー ブロリー                                                         | Dragon Ball Super: Broly                          | 14. studenoga 2018. |
| 21   | Doragon Bōru Sūpā: Sūpāhīrō;ドラゴンボール超：スーパーヒーロー                                                      | Dragon Ball Super: Super Hero                     | 22. travnja 2022.   |

### OVA, Kratki filmovi i TV specijali
Fuji TV emitirao je tri televizijska specijala temeljena na seriji u Japanu. Prvi Dragon Ball Z: Bardock – The Father of Goku emitiran 17. listopada 1990.. Dragon Ball Z: The History of Trunks temelji se na posebnom poglavlju mange koji opisuje alternativnu budućnost, emitiran je 24. veljače 1993. Posljednji specijal, Dragon Ball GT: A Hero's Legacy, emitiran 26. ožujka 1997. Dvodijelni crossover, koji traje ukupno jedan sat, između Dragon Balla Z, One Piece i Toriko, pod nazivom Dream 9 Toriko & One Piece & Dragon Ball Z Chō Collaboration Special!!, emitiran 7. travnja 2013.

OVA Dragon Ball Z: Atsumare! Goku World, u trajanju od 26 minuta, napravljen je 1992. godine povodom izlaska Terebikko igraće konzole i na zabavan način ilustrira neke od glavnih Gokuovih avantura, počevši od prvog treninga s Master Roshiem, do dolaska Trunksa. OVA u dvije epizode pod nazivom Dragon Ball Z Gaiden: Saiyajin zetsumetsu keikaku preuzet je 1993. godine iz istoimene videoigre. Remake pod nazivom Dragon Ball: Plan to Eradicate the Super Saiyans objavljen je kao poseban sadržaj za videoigru Dragon Ball: Raging Blast 2, počevši od 11. studenog 2010.

## Ostali mediji

### Igrani Filmovi
Neslužbena igrana adaptacija serije objavljena je 1990. godine u Južnoj Koreji pod nazivom Deuraegon Bor (드래곤볼). Sličan film na kineskom jeziku, pod nazivom Dragon Ball - The Film (新七龍珠 神龍的傳說S, Xīn qī lóng zhū shén lóng de chuán shuō), nastao je u Tajvanu 1991.
20th Century Fox stekao je prava na film Dragon Ball u ožujku 2002. godine, a 2007. godine započeo je proizvodnju američke adaptacije pod nazivom Dragonball Evolucija. Dugometražni igrani film redatelja Jamesa Wonga i produkciju Stephena Chowa premijerno je prikazan u Japanu 10. ožujka 2009., dok je u američkim kinima objavljen 10. travnja.
Povodom Jump Super Anime Tour-a, koji je proslavio 40. obljetnicu tjednika Shōnen Jump, kratki film Dragon Ball: Ossu! Kaette kita Son Goku na nakama-tachi!!, koji se emitirao na internetu od 24. studenog 2008. 20-minutna animirana adaptacija spin-off manga Naho Ōishia Dragon Ball: Episode of Bardock, prikazana je 17. i 18. prosinca 2011. na Jump Festu 2012. i objavljena na DVD-u 3. veljače 2012., kao prilog u časopisu Saikyō Jump.

### Igre i videoigre
Dragon Ball je generirao brojne videoigre različitih žanrova i za različite konzole. Prve igre u seriji uključuju sustav kartanja koje prae događaje u mangi i objavljen je za Nintendo Entertainment System. Pojavom konzola Super Nintendo Entertainment System, Sega Mega Drivea, Sega Saturna i PlayStationa većina videoigara prešla je na borbene igre ili RPG (Igra uloga); među naslovima je serija Dragon Ball Z: Super Butōden. Za igre razvijene za PlayStation 2 i PlayStation Portable, likovi su prvi put stvoreni u 3D-u s animacijom "Cel-shading". Ove videoigre uključuju seriju Dragon Ball Z: Budokai i Dragon Ball Z: Budokai Tenkaichi. Dragon Ball Z: Burst Limit bila je prva Dragon Ball igra koja je razvijena za PlayStation 3 i Xbox 360. MMORPG pod nazivom Dragon Ball Online bio je aktivan u Koreji, Hong Kongu i Tajvanu od 2009. do 2013., kada su poslužitelji bili isključeni.

Tvrtka Bandai proizvela je dvije kolekcionarske kartaške igre temeljene na anime seriji Dragon Ball. Prva, koja je rađena prema Dragon Ball Z i Dragon Ball GT, izašla je 2000. godine, a ukinuta je 2006. godine s 18 ekspanzija. Druga se temelji na sve tri animirane adaptacije, a nastala je od srpnja 2008. do 2013., ukupno pet ekspanzija.
Likovi Dragon Balla pojavljuju se i u nekim crossover videoigrama, kao što su J-Stars Victory Vs, gdje su prisutni Goku, Vegeta i Frieza, te Jump Force, gdje su uvijek prisutni Goku, Vegeta i Frieza plus Trunks iz budućnosti, Piccolo, Cell i Good Buu.

### Tematski parkovi
"Dragon Ball Z: The Real 4D" debitirao je u Universal Studijima u Japanu na ljeto 2016. godine. U njemu se vodi bitka između Gokua i Frieze. Za razliku od većine Dragon Ball animacija, atrakcija je animirana u CGI-u. Druga atrakcija pod nazivom "Dragon Ball Z: The Real 4-D at Super Tenkaichi Budokai" debitirala je u Universal Studijima u Japanu na ljeto 2017. godine, u kojoj je prikazana bitka između junaka i Brolya.

## Vanjske poveznice
- Službena stranica